# Olivier Thomas (football)
Pour les articles homonymes, voir Olivier Thomas et Thomas.
Olivier Thomas est un footballeur français né le 6 octobre 1974 à Saint-Denis.

## Biographie
En novembre 2008, il s'engage au FC Sochaux alors dernier de Ligue 1, après un essai de deux jours. En fin de saison 2008-2009, son contrat n'est pas renouvelé.

## Carrière
- 1994-1996 :  A Troyes AC (National 1)
- 1996-2001 :  RCS La Chapelle-Saint-Luc (CFA)
- 2001- janvier 2003 :  ES Troyes AC (Ligue 1)
- Janvier 2003-2007 :  Le Mans UC (Ligue 1 et Ligue 2)
- 2007-2008 :  FC Nantes (Ligue 2)
- Novembre 2008-2009 :  FC Sochaux-Montbéliard (Ligue 1)[1]

## Palmarès
- Vainqueur de la Coupe Intertoto en 2001 avec Troyes.

## Statistiques
- 3 matchs en Coupe de l'UEFA
- 145 matchs en Ligue 1 pour 2 buts
- 48 matchs en Ligue 2 pour 0 but
- 1 sélection en Équipe de Bretagne en 2008 : Bretagne– RD Congo (3-1)